# Citi Zēni
A Citi Zēni egy lett együttes, amely 2020-ban alakult Rigában. Ők képviselték Lettországot a 2022-es Eurovíziós Dalfesztiválon Torinóban, az Eat Your Salad című dallal.

## Történet
Az együttes 2020 márciusában jött létre egy zeneszerző táborban Lettország fővárosában. Nevük jelentése A többi fiú, emellett összhangban van az angol citizens (magyarul: állampolgárok) kifejezéssel is.
2022. január 4-én vált hivatalossá, hogy az együttes Eat Your Salad című daluk is bekerült a Supernova elnevezésű lett eurovíziós nemzeti válogató mezőnyébe. A dal hivatalosan a következő napon jelent meg. A dalt először a február 5-i elődöntőjében adták elő. Az elődöntőben továbbjutottak a február 12-i döntőbe, ahol az együttes  dalát választotta ki a szakmai zsűri és a nézők, amellyel képviselik Lettországot az Eurovíziós Dalfesztiválon Versenydaluk először a május 10-én rendezett első elődöntőben adták elő, ahonnan nem jutottak tovább, összesítésben tizennegyedik helyezettek lettek.
2024 februárjában megjelent második stúdióalbumuk Cits Līmenis névvel. November végén a Latvijas Televīzija bejelentette, hogy az együttes bekerült a 2025-ös Supernova mezőnyébe. Versenydaluk, a Ramtai december 4-én jelent meg.

## Tagok
- Dagnis Roziņš – vokál, szaxofon
- Jānis Pētersons – vokál
- Krišjānis Ozols – gitár
- Reinis Višķeris – billentyű
- Toms Kursītis – elektromos gitár
- Toms Kagainis – dob

Korábbi tagok
- Roberts Memmēns – elektromos gitár

## Diszkográfia

### Stúdióalbumok
- Suņi iziet ielās (2020)
- Cits Līmenis (2024)

### Kislemezek
- Vienmēr Kavēju (2020)
- Paradi Kas Tas Ir (2020)
- Suņi Iziet Ielās (2021)
- Skaistās Kājas (2021)
- Limuzīns Uz Krīta (2021)
- Eat Your Salad (2022)
- Lieka Štuka (2022)
- Vecumdienas (2023)
- Cits līmenis (2023)
- Ramtai (2024)

### Közreműködések
- Baļļīte (2023, Labvēlīgais Tips)